# 朱龙广
朱龙广（1939年9月—2025年8月2日）生于陕西省西安市，中华人民共和国演员、导演。

## 生平
朱龙广高中毕业后，进入兰州艺术学院表演系，1962年毕业。在校期间，朱龙广曾被校医院误诊为肺结核，休学回西安后，在七家医院检查确定是误诊。朱龙广休学在家时，宝鸡市话剧团正排话剧《降龙伏虎》，朱龙广经他人介绍成为该剧男一号，此角为朱龙广赢得全国青年演员一等奖。1961年，朱龙广调入军委工程兵文工团，历任演员队长、导演。
1965年，朱龙广出演了电影《地道战》。当时，工程兵文工团接到编写《地道战》剧本的任务后，开始演员选拔工作，导演让朱龙广饰演男主角高传宝。朱龙广随剧组赴河北省清苑县冉庄拍摄。《地道战》上演后，朱龙广塑造的民兵队长高传宝一角红遍中国。
文化大革命期间，1969年因“中毒较深、改造态度不好”，朱龙广被从部队复员至西安东风仪表厂当钳工。不久被调到该厂党委宣传部工作。一年以后，在一场军工企业文艺汇演中，朱龙广自编自演的《齿轮问题》获得陕西省相关部门领导注意，乃被调到陕西省人民艺术剧院负责招生授课。他担任考官招收了李琦等学生。
1980年，朱龙广加入中国戏剧家协会。在1980年代拍摄的电视剧《西游记》中，朱龙广饰演的如来佛祖广受观众欢迎，后来以朱龙广的这一形象印制的如来佛祖画像在中国大陆及海外广泛流传。1992年，朱龙广被聘为北京电影电视学院教筹处主任，东方电影电视学院高级顾问和副院长。退休后被聘为中国老龄委金秋艺术团团长。
退休后，朱龙广常到艺术学校教表演课，并继续在影视作品中饰演角色，还经常在家画中国画。2025年8月2日，在北京因病医治无效去世，享年86岁。

## 作品
导演
- 1962年话剧《群猴》
- 1968年电视剧《生活中的戏》
- 1978年话剧《今天我出嫁》、《女当家》、《于无声处》
- 1980年话剧《滚滚黄河》
- 1981年话剧《天山深处》
- 1982年电视剧《源泉》
- 1985年电视剧《火与情》、《红军老工兵话当年》
- 1986年电视剧《霍克传奇》
- 1989年电视剧《大，树底下不乘凉》
- 1992年电视剧《狐妻》
- 1993年电视剧《绽花红》（获全军二等奖）

演员
- 1965年电影《地道战》饰高传宝
- 1965年电影《焦裕禄》饰焦裕禄（文革期间中断拍摄）
- 1973年电影《青松岭》饰方纪云
- 1973年电影《盛大的节日》
- 1973年电影《木屋》
- 1978年电影《猎鹰》饰方啸天
- 1982年电视剧《等你长大就明白》饰爸爸
- 1983年电视剧《金秋》
- 1985年电视剧《西游记》饰如来佛祖
- 1985年电视剧《青松岭的人们》饰方纪云
- 2000年电视剧《西安虎家》饰虎爷
- 2004年电视剧《武林外传》饰佟伯达
- 2006年电视剧《女人心事》
- 2006年电视剧《吴承恩与西游记》饰如来佛祖